# Alectra merkeri
Alectra merkeri är en snyltrotsväxtart som beskrevs av Adolf Engler. Alectra merkeri ingår i släktet Alectra och familjen snyltrotsväxter. Inga underarter finns listade i Catalogue of Life.